# 富田宇宙
富田宇宙（日语：／ Tomita Uchū，1989年2月28日—），日本男子游泳运动员。他曾代表日本参加2020年夏季残疾人奥林匹克运动会游泳比赛，获得二枚银牌和一枚铜牌。